# Франц Адам фон Валдщайн-Вартенберг
Франц Адам фон Валдщайн-Вартенберг, с рождено име Франц де Паула Адам Норберт Венцел Лудвиг Валентин фон Валдщайн-Вартенберг (на немски: Franz de Paula Adam Norbert Wenzel Ludwig Valentin von Waldstein-Wartenberg; „Waldst“; * 14 февруари 1759, Виена; † 24 май 1823, Хорни Литвинов (Оберлойтенсдорф), Бохемия) е бохемски благородник, граф на Валдщайн и Вартенберг, ботаник, изследовател. Той първо е австрийски военен, след това императорски кемерер. Официалното му име като автор-ботаник е „Валдщ.“

## Живот
Той е третият син на граф Емануел Филиберт фон Валдщайн-Вартенберг (1731 – 1775) и съпругата му принцеса Мария Анна Терезия фон Лихтенщайн (1738 – 1814), дъщеря на княз Емануел фон Лихтенщайн (1700 – 1771) и графиня Мария Анна Антония фон Дитрихщайн-Вайхселщет (1706 – 1777). Наследник е най-големият му брат Йозеф Карл Емануел фон Валдщайн-Вартенберг (1755 – 1814). Брат му Йохан Фридрих фон Валдщайн-Вартенберг (1756 – 1812) е епископ на Зекау (1802 – 1812).
Като войник той участва във войната против турците и в Русия. Франц Адам се жени за Каролина Фердинанди (* 1777; † 2 март 1844). Бракът е бездетен.
От 1789 г. той е ботаник и пътува през Унгария. Той е главен автор на Francisci comitis Waldstein… et Pauli Kitaibel … Descriptiones et icones plantarum rariorum Hungariae (M.A. Schmidt, Wien, drei Auflagen 1802 – 1812; Folio (465 × 332 mm).
През 1804 г. Франц Адам е избран за член на „Академията на науките“ в Гьотинген. От 1814 г. той е почетен член на „Баварската академия на науките“.
През 1823 г. вдовицата му Каролина построява за него паметник за 1 000 гулден в гробището на църквата „Св. Михаел“ в Оберлойтенсдорф и графска гробна капела Валдщайн.

## Памет
- На него са наречени растението Waldsteinia от фамилията Розови (Rosaceae), също и Campanula waldsteiniana.